# Luna (canción de Feid y ATL Jacob)
«Luna» (estilizada en mayúsculas) es una canción del cantante colombiano Feid y el productor estadounidense ATL Jacob, incluida en el tercer extended play del primero, Ferxxocalipsis (2023). Fue escrita por Feid, mientras que su producción quedó a cargo de Jacob, Hendrix Smoke, EVRGRN, 254Bodi, Wain y FritzOnDaTrack. La canción es una fusión de ritmos latinos con el hip hop. Según la crítica especializada, la canción describe el triste sentimiento de romper una relación.
«Luna» encabezó las listas de Bolivia, Colombia, Costa Rica, Ecuador, Paraguay, Perú y España, y logró posicionarse entre los primeros diez puestos en la lista de Spotify y entre los primeros cinco en Billboard Global Excl. U.S. Su videoclip, dirigido por Sebastián Sánchez, se lanzó el 6 de mayo de 2024 y muestra a una pareja de enamorados que rompió su relación, pero el hombre vuelve al pasado para intentar recuperarla, pero tras recibir un disparo pierde la memoria al sobrevivir.

## Antecedentes y composición
El 29 de noviembre de 2023, Feid anunció en Instagram que su tercer extended play, Ferxxocalipsis, se lanzaría tres días después, y reveló su lista de canciones, donde «Luna» ocupó el sexto lugar, por lo que es su tercer trabajo musical lanzado en diciembre por año consecutivo. Pablo Figueroa de Infobae supuso que el mes de la fecha del lanzamiento es «debido a que es el mes favorito del cantante paisa».
Según las notas de álbum de Ferxxocalipsis, Feid compuso la canción, mientras que ATL Jacob, Hendrix Smoke, EVRGRN, 254Bodi y FritzOnDaTrack la produjeron, entre ellos solamente Jacob fue acreditado como artista principal. Wain la grabó, mezcló y masterizó en Art & Music Studios en Milán, Italia, y en 24KMastering. Jaime Horacio Arango Duque de El Colombiano dijo que la canción «relata el triste sentimiento que aparece cuando una mujer deja la relación por irse con otra persona». Valentina Villamil de Rolling Stone y Lina Hernández Serrano de El Tiempo la describen como parte de un álbum que mantiene el sonido reguetonero inconfundible del colombiano, que «fusiona los ritmos latinos con el hip hop estadounidense».

## Rendimiento comercial
«Luna» encabezó listas nacionales en Bolivia, Colombia, Costa Rica, Ecuador, Paraguay y Perú, y logró posicionarse el top 10 de listas de sencillos en El Salvador (número 2), Chile (número 3), Honduras (número 4), Panamá (número 8), Nicaragua (número 9) y Argentina (número 10). En los Estados Unidos, la canción logró posicionarse en el puesto número 4 en el Billboard Bubbling Under Hot 100 y el número 7 e
En Spotify, la canción escaló a la posición número siete en la plataforma, por lo que es la primera entrada de Feid entre los primeros diez puestos en streaming. La canción debutó en el puesto número 184 en el Billboard Global Excl. U.S. en la semana que terminó el 16 de diciembre de 2023. El 20 de enero de 2024, se convirtió en una nueva entrada entre los primeros diez puestos en el Global Excl. U.S. con «One of the Girls» de The Weeknd, Jennie y Lily-Rose Depp tras saltar 13 puestos a la posición número 10 de la lista, debido a un aumento del 20% a 30 millones de reproducciones fuera de los Estados Unidos comparado a la anterior semana. Dos semanas después, escaló tres puestos hacia el puesto número cuatro, con un aumento del 11% a 41.5 millones de reproducciones, por lo que es su primera canción en estar entre los primeros cinco puestos de la lista.

## Video musical
Después de peticiones constantes de sus fans, Feid lanzó un vídeo musical para «Luna» a través de YouTube el 6 de marzo de 2024. Tras el lanzamiento, agradeció a sus fans «por llevar esta canción tan lejos, este video lo hicimos pensando en ustedes, le dimos todo el amor posible». El video muestra a los intérpretes frente a un automóvil en medio del desierto, mientras relata a una pareja de enamorados que rompieron su relación, en el que el hombre interpretado por Feid trata de retroceder el tiempo para arreglar las cosas con ella, pero recibe un disparo de tres pandilleros contratados por ella. No obstante, logra sobrevivir la segunda vez, pero pierde la memoria cuando recupera la conciencia en un hospital. Sebastián Sánchez dirigió el video y Marcello Peschera fungió como director de fotografía. El video recibió comentarios positivos del público, y Lina Muñoz Medina de Infobae describió que su trama «aborda el tema del amor y la esperanza bajo circunstancias adversas, generando una resonancia emocional significativa entre los espectadores».

## Créditos y personal
- Grabación: Art & Music Studios (Milán); 24KMastering
- Feid: voz, composición
- ATL Jacob: producción, voz de fondo
- Producción: Hendrix Smoke, EVRGRN, 254Boi, FritzOnDaTrack
- Rodolfo Ramos: artists and repertoire
- Wain: ingeniería

Créditos adaptados de las notas de álbum del extended play Ferxxocalipsis.

## Posicionamiento en listas
| País           | Lista (2024)                   | Posición más alta |
| -------------- | ------------------------------ | ----------------- |
| Argentina      | Argentina Hot 100              | 10                |
| Bolivia        | Bolivia Songs                  | 1                 |
| Chile          | Chile Songs                    | 3                 |
| Colombia       | Colombia Songs                 | 1                 |
| Costa Rica     | Top 20 Semanal Streaming       | 1                 |
| Ecuador        | Ecuador Songs                  | 1                 |
| El Salvador    | Monitor Latino                 | 2                 |
| Varios         | Billboard Global 200           | 12                |
| Honduras       | Monitor Latino                 | 4                 |
| México         | Mexico Songs                   | 16                |
| Nicaragua      | Monitor Latino                 | 9                 |
| Panamá         | Monitor Latino                 | 8                 |
| Paraguay       | Monitor Latino                 | 1                 |
| Perú           | Peru Songs                     | 1                 |
| Portugal       | AFP                            | 147               |
| España         | PROMUSICAE                     | 1                 |
| Uruguay        | Monitor Latino                 | 11                |
| Estados Unidos | Bubbling Under Hot 100 Singles | 3                 |
| Estados Unidos | Hot Latin Songs                | 5                 |
| Estados Unidos | Latín Airplay                  | 1                 |

## Certificaciones y ventas
| País           | Organismo certificador | Certificación       | Ventas certificadas | Ref.   |
| -------------- | ---------------------- | ------------------- | ------------------- | ------ |
| España         | PROMUSICAE             | 2x Platino          | 120 000             | [ 35 ] |
| Estados Unidos | RIAA                   | 4x Platino (Latino) | 240 000             | [ 36 ] |